# Дитячі соки

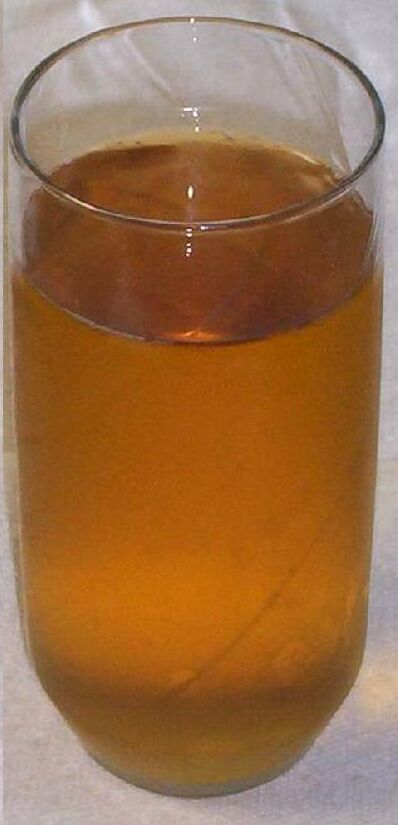
Яблучний сік

Дитя́чі со́ки — це соки, з невеликою кислотністю, з м'яким, збалансованим, нерізким смаком.

## Технологія
При виборі соків потрібно враховувати його свіжість, зовнішній вигляд, смак тощо. Особливу увагу належить звертати також і на технологію приготування дитячих соків. Вона дозволяє зберігати всі корисні речовини фруктів і овочів.

## Вміст
Окрім того, дитячі соки повинні вміщати мінеральні речовини та вітаміни у пропорціях, необхідних для дитини. Найчастіше це вітаміни A, B, C, E, яких зазвичай не вистачає малятам, особливо в зимово-весняний період.

## Застереження

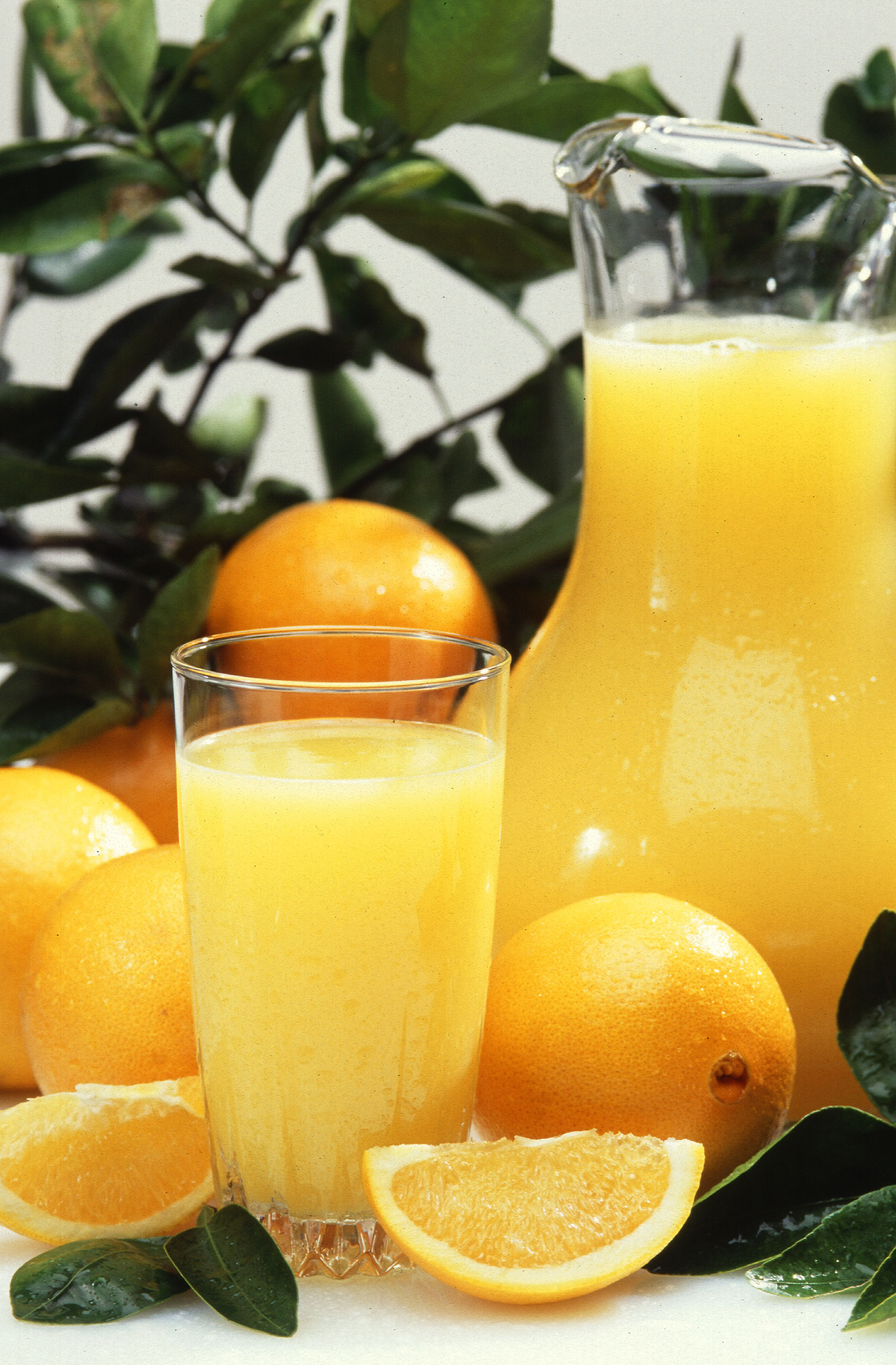
Сік з екзотів

Найкорисніші соки, виготовлені з фруктів і овочів, характерних для місцевої кліматичної зони. Унаслідок того, що ферментна система дитини не завжди пристосована до переробки соків із екзотичних фрукти, вони можуть спровокувати алергію.
Особливо обережними треба бути батькам при виборі соку для дитини, яка хворіє. Якщо є проблеми з підшлунковою, схильність до цукрового діабету, можна перейти на напої, які не містять цукру — наприклад, овочеві або з цукрозамінникими. Для дітей із захворюваннями шлунково-кишкового тракту рекомендовано не соки, а менш концентровані форми — нектари.